# Górniczy Klub Sportowy Szombierki Bytom
Szombierki Bytom é uma equipe polonesa de futebol com sede em Bytom. Disputa a primeira divisão de Polónia (Campeonato Polonês de Futebol).
Seus jogos são mandados no Stadion Szombierek, que possui capacidade para 20.000 espectadores.

## História
O Szombierki Bytom foi fundado em 1919.